# Натухајевскаја
Натухајевскаја (рус. Натухаевская) насељено је место руралног типа (станица) на југозападу европског дела Руске Федерације. Налази се у југозападном делу Краснодарске покрајине и административно припада њеном Новоросијском градском округу.
Према подацима националне статистичке службе РФ за 2010, станица је имала 6.922 становника.

## Географија
Станица Натухајевскаја се налази у југозападном делу Краснодарске покрајине на око 24 километра северозападно од града Новоросијска, односно на 19 км источно од града Анапе. Насеље лежи на надморској висини од педесетак метара и познато је по својим виноградима.

## Историја
Насеље је основано 1862. као козачка колонија, а име је добила по једном од адигејских племена, Натухајцима, који су насељавали то подручје пре Кавкаског рата (1817−1864).

## Демографија
Према подацима са пописа становништва 2010. у селу је живело 6.922 становника.
| 2002. | 2010. |
| ----- | ----- |
| 6.346 | 6.922 |